# Patinoire des Mélèzes
La Patinoire des Mélèzes (in italiano "Pista dei Larici") è una pista di ghiaccio coperta situata in Svizzera.
Costruita nel 1953 a La Chaux-de-Fonds, ospita le partite casalinghe di hockey su ghiaccio dell'omonima squadra cittadina: l'HC La Chaux-de-Fonds, che milita nella Lega Nazionale B.
Ha una capienza complessiva di 5.800 posti, di cui 4.600 in piedi.